# Capela de Santo Amaro (Alcântara)
A Capela de Santo Amaro, também designada por Igreja de Santo Amaro, situa-se na freguesia portuguesa de Alcântara, no município de Lisboa, mais precisamente na Rua Gil Vicente e na Calçada de Santo Amaro.
Foi edificada em 1549, sendo o seu projeto atribuído a Diogo de Torralva, e está classificada como Monumento Nacional pelo Decreto datado de 16 de Julho de 1910.
De estrutura centralizada, composta por dois cilindros, sendo o núcleo da estrutura o espaço circular do oratório, envolvido em metade da sua área por uma galilé semicircular que compõe a fachada, à qual corresponde, do lado oposto direito, à sua pequena capela-mor, sacristia, também cilíndrica com pinturas a óleo no teto danificadas por infiltrações, as paredes desta ermida estão totalmente revestidas por azulejos policromos tardo-maneiristas com figurações alusivas a Santo Amaro.